# Жибля-Веке
Жибля-Веке (рум. Jiblea Veche) — село у повіті Вилча в Румунії. Адміністративно підпорядковане місту Келіменешті.
Село розташоване на відстані 164 км на північний захід від Бухареста, 15 км на північ від Римніку-Вилчі, 110 км на північ від Крайови, 108 км на південний захід від Брашова.

## Населення
За даними перепису населення 2002 року у селі проживали 2190 осіб.
Національний склад населення села:
| Національність | Кількість осіб | Відсоток |
| -------------- | -------------- | -------- |
| румуни         | 1936           | 88,4%    |
| цигани         | 253            | 11,6%    |

Рідною мовою назвали:
| Мова      | Кількість осіб | Відсоток |
| --------- | -------------- | -------- |
| румунська | 2158           | 98,5%    |
| циганська | 30             | 1,4%     |